# Варня (герб)
Варня (пол. Rak, Borowa, Warna, Warnia) — полугласный польский дворянский герб.

## Описание
В белом поле рак красного цвета с расправленными клешнями. Над шлемом виден также до половины выходящий рак. В XV веке герб этот пожалован одному храброму мужу, по прозванию Рак, за подвиги его против турок при Варне.

## Герб используют
- Баранец (пол. Baraniec)
- Бондковские (пол. Bądkowski)
- Бонтковские (пол. Bątkowski)
- Бошковские (пол. Boszkowski)
- Браховские (пол. Brachowski)
- Бужкевичи (пол. Bużkiewicz)
- Буркаты (пол. Burkat)
- Чимбаевичи (пол. Czymbajewicz)
- Цвирко (пол. Ćwirko)
- Дамецкие (пол. Damiecki)
- Домбровские (пол. Dąbrowski)
- Гноиницкие (пол. Gnoinicki)
- Гноинские (пол. Gnoinski)
- Гнойницкие (пол. Gnojnicki)
- Годыцкие (пол. Godycki)
- Лексицкие (пол. Leksicki)
- Лексыцкие (пол. Leksycki)
- Лекчицкие (пол. Lekczycki)
- Лекшицкие (пол. Lekszycki)
- Ленкшицкие (пол. Łększycki)
- Носаль (пол. Nosal)
- Носаля (пол. Nosala)
- Палевские (пол. Palewski)
- Плаза (пол. Płaza)
- Пстроские (пол. Pstroski)
- Раки (пол. Rak)
- Рацкие (пол. Racki)
- Рачек (пол. Raczek)
- Рапацкие (пол. Rapacki)
- Турские (пол. Turski)
- Варни (пол. Warnia)
- Заржецкие (пол. Zarzecki)
- Заржицкие (пол. Zarzycki))
- Жолнеровские (пол. Żołnierzowski)